# Philothamnus
Philothamnus är ett släkte av ormar. Philothamnus ingår i familjen snokar.
Släktets medlemmar förekommer i Afrika. De har en smal kropp som främst har en grönaktig färg samt stora ögon med lodräta pupiller. Individerna saknar giftkörtlar. På grund av kroppsfärgen kan de misstolkas som en grön mamba eller som en boomslang. Individerna vistas oftast på marken men de kan klättra i växtligheten. De är dagaktiva och mycket rörligt. Habitatet utgörs av träskmarker där arterna jagar groddjur.
Arternas bett är inte giftigt. Undersidan fjäll kännetecknas av en liten köl. Honor lägger ägg.
Arter enligt Catalogue of Life:
- Philothamnus angolensis
- Philothamnus battersbyi
- Philothamnus bequaerti
- Philothamnus carinatus
- Philothamnus dorsalis
- Philothamnus girardi
- Philothamnus heterodermus
- Philothamnus heterolepidotus
- Philothamnus hoplogaster
- Philothamnus hughesi
- Philothamnus irregularis
- Philothamnus macrops
- Philothamnus natalensis
- Philothamnus nitidus
- Philothamnus ornatus
- Philothamnus punctatus
- Philothamnus semivariegatus
- Philothamnus thomensis

The Reptile Database listar ytterligare två arter.